# Caridopus monstruosus
Caridopus monstruosus là một loài bọ cánh cứng trong họ Cleridae. Loài này được Schenkling năm Sjöstedt miêu tả khoa học đầu tiên năm 1908.